# Robert Schwarzenbacher
Robert Schwarzenbacher (geboren 1973 in Mittersill) ist ein österreichischer Biochemiker und Chemielehrer. Er war, bis zu seiner nach einem bestätigten Fälschungsvorwurf ausgesprochenen Entlassung,  Professor für Strukturbiologie an der Universität Salzburg.

## Leben und Werk
Robert Schwarzenbacher studierte an der Technischen Universität Graz Chemie und Biochemie und diplomierte 1997 als Diplomingenieur in Biochemie und Biotechnologie. Seine Doktorarbeit zum Thema Molecular Structure of apolipoproteins and lipid-protein complexes erfolgte am Institut für Biophysik und Röntgenstrukturforschung der Österreichischen Akademie der Wissenschaften, wo er 1999 promoviert wurde. Von 2000 bis 2005 ging er in die Vereinigten Staaten und arbeitete zuerst am Burnham Institute in La Jolla und nachfolgend am Zentrum für strukturelle Genomik, das in Kooperation des Burnham Institute und der University of California-San Diego unterhalten wird. Er arbeitete unter anderem am programmierten Zelltod (Apoptose) und publizierte Anfang 2005 unter der Leitung von Yigong Shi von der Princeton University und gemeinsam mit Stefan Riedl und weiteren Autoren eine Arbeit zu der Aktivität eines Protease-aktivierenden Faktor des Adenosindiphosphats (ADP).
2005 ging Schwarzenbacher zurück nach Österreich und wurde zum Professor für Protein Engineering Biotechnology im Fachbereich Molekulare Biologie der Universität Salzburg berufen. Er arbeitete an verschiedenen Themen zur Identifikation und Struktur- sowie Funktionsaufklärung verschiedener Proteine und Proteinkomplexe. 2009 publizierte er erneut mit seinem Kollegen Stefan Riedl und acht weiteren Autoren eine Studie, die als bahnbrechend bezeichnet wurde und in der sie eine Hypothese über den Mechanismus des programmierten Zelltodes im Körper des Menschen vorschlagen. Die Autoren spekulierten, dass damit eines Tages neue Mittel gegen Krebszellen hergestellt werden könnten.
Im Jahr 2009 veröffentlichte Schwarzenbacher mit Kollegen eine Arbeit über die Struktur von Allergenen in Birkenpollen in The Journal of Immunology, dessen Ergebnisse von dem Kristallografen Bernhard Rupp in einem Schreiben an die Universität und in einem eigenen Artikel wissenschaftlich angezweifelt wurden, und auf den Schwarzenbacher und Kollegen antworteten. Die Autoren bestätigten die Fabrikation der kristallographischen Daten durch Schwarzenbacher und im April 2013 veröffentlichten sie eine Korrektur der Publikation, in der sie die auf fabrizierten Daten beruhenden kristallographischen Strukturmodelle Schwarzenbachers zurückzogen.
Das Dienstverhältnis wurde nach den bestätigten Vorwürfen sowie einer Untersuchung durch die österreichische Agentur für wissenschaftliche Integrität in Wien gegen ihn im März 2012 gekündigt. Seit 2012 arbeitet Schwarzenbacher als Lehrer für Chemie zunächst an der Höheren Technischen Lehranstalt Itzling in Salzburg und seit 2014 an einem Gymnasium.
Die Datenbank für Biowissenschaften PubMed listet 93 seiner wissenschaftlichen Publikationen. An den meisten der 93 Publikationen, darunter zahlreiche Artikel mit mehr als 20 Autoren, ist Schwarzenbacher als Koautor beteiligt.

## Auszeichnungen
2001 erhielt Schwarzenbacher ein Erwin Schrödinger Forschungsstipendium. Für seine Arbeiten am programmierten Zelltod erhielt er zudem 2005 den mit 1,7 Millionen dotierten Marie Curie Excellence Grant.